# Mansudae-Kongresshalle

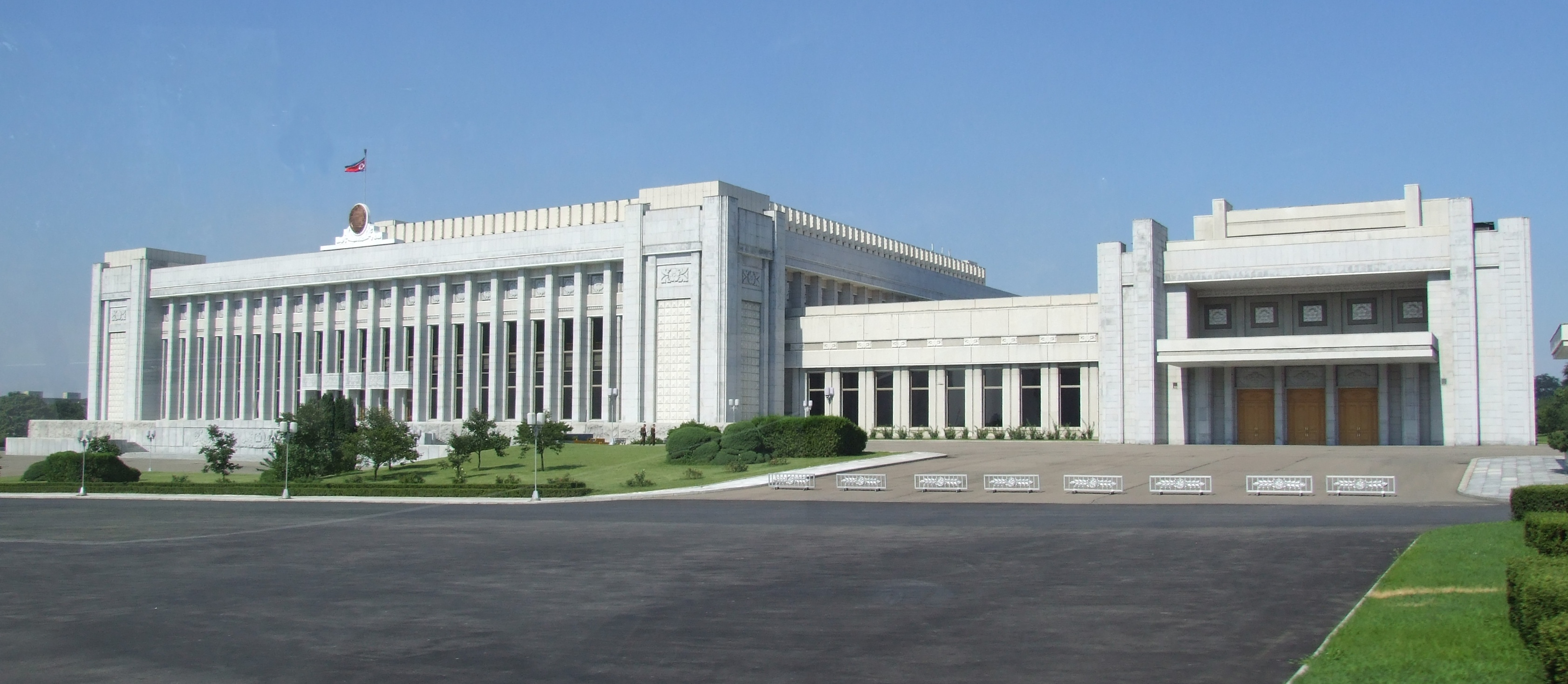
Mansudae-Kongresshalle

Die Mansudae-Kongresshalle ist das Parlamentsgebäude der Demokratischen Volksrepublik Korea. Es befindet sich in der Hauptstadt Pjöngjang am Mansu-Hügel an der Mansudae-Straße im Stadtbezirk Chung-guyŏk und dient primär den Sitzungen der Obersten Volksversammlung und diplomatischer Zusammenkünfte.

## Bauwerk und Ausstattung
Das Gebäude wurde im Oktober 1984 als neoklassizistischer Monumentalbau fertiggestellt und erstreckt sich über eine Fläche von 45.000 Quadratmetern. Im Plenarsaal befinden sich 2000 Plätze auf einer Fläche von 4300 Quadratmetern. Ferner besitzt das Haus insgesamt etwa 200 Räume, darunter mehrere Konferenzsäle, einen Festsaal, sowie diverse Ruhe- und Empfangsräume. Die Dolmetschanlage des Hauses ermöglicht es, mit einem Sprachregime von bis zu zehn Sprachen simultan zu arbeiten.
Die Innenräume sind teilweise mit Marmor und Granit ausgestattet und mit großflächigen Wandgemälden verziert.

## Historische Ereignisse
Am 4. Oktober 2007 wurde in der Mansudae-Kongresshalle bei einem historischen Gipfeltreffen zwischen Nord- und Südkorea eine Friedenserklärung unterschrieben.
Anlässlich des 100. Geburtstags des ehemaligen Machtinhabers Kim Il-sung tagte die Konsultativkonferenz der leitenden Mitglieder des Internationalen Vorbereitungskomitees in der Kongresshalle.
Zwischen Nordkorea und den Philippinen wurde am 1. Juli 2011 ein Exekutivplan für ein Kulturabkommen für die Jahre 2011 bis 2013 unterzeichnet.